# Лисицын, Николай Николаевич
Николай Николаевич Лисицын (15 ноября 1897 — 27 сентября 1938) — советский военный, участник Гражданской войны в России, кавалер ордена Красного Знамени. Был одним из участников разработки танка Т-34.

## Биография
Родился 15 ноября 1897 года в Туле в семье рабочего оружейного завода. С 15-летнего возраста слесарь ствольной мастерской завода, где работал отец.
Добровольно вступил в РККА в 1918 году. Комиссар 517-го полка 58-й стрелковой дивизии. За отвагу в боях награждён орденом Красного Знамени.
После окончания Гражданской войны работал на Украине, где познакомился с Н. А. Островским.
В 1927 году — секретарь парткома Николаевского судостроительного завода, в 1928 году — студент Ленинградского политехнического института, в 1930 году в связи с реорганизацией высшей школы был переведен (вместе со своей специальностью) в Военно-техническую академию РККА.
С 1 января 1935 года — комбриг, начальник 7-й автобронетанковой ремонтной базы.
В 1937 году назначен на должность начальника технического штаба 1-й механизированной бригады им. К. Б. Калиновского. Позже переведен в Харьковскую гарнизонную авто-бронетанко-тракторную мастерскую Украинского военного округа. На Харьковском заводе принимал участие в разработке танка Т-34.
С 1937 года бригвоенинженер, служил на военном заводе в Киеве.
Арестован 4 января 1938 года.
Приговорен к высшей мере наказания Военной Коллегией Верховного Суда, расстрелян 27 сентября 1938 года.
Реабилитирован 9 июля 1957 года.

## В литературе
Как закалялась сталь — Николай Николаевич Лисицын, председатель Берездовского исполкома.